# موش رودخانه
موش رودخانه (به انگلیسی: The River Rat) فیلمی محصول سال ۱۹۸۴ و به کارگردانی توماس ریکمن است. در این فیلم بازیگرانی همچون تامی لی جونز، برایان دنهی و مارتا پلیمپتن ایفای نقش کرده‌اند.